# 49. nordlige breddekreds
Den 49. nordlige breddekreds (eller 49 grader nordlig bredde) er en breddekreds, der ligger 49 grader nord for ækvator. Den løber gennem Europa, Asien, Stillehavet, Nordamerika og Atlanterhavet.